# KCON

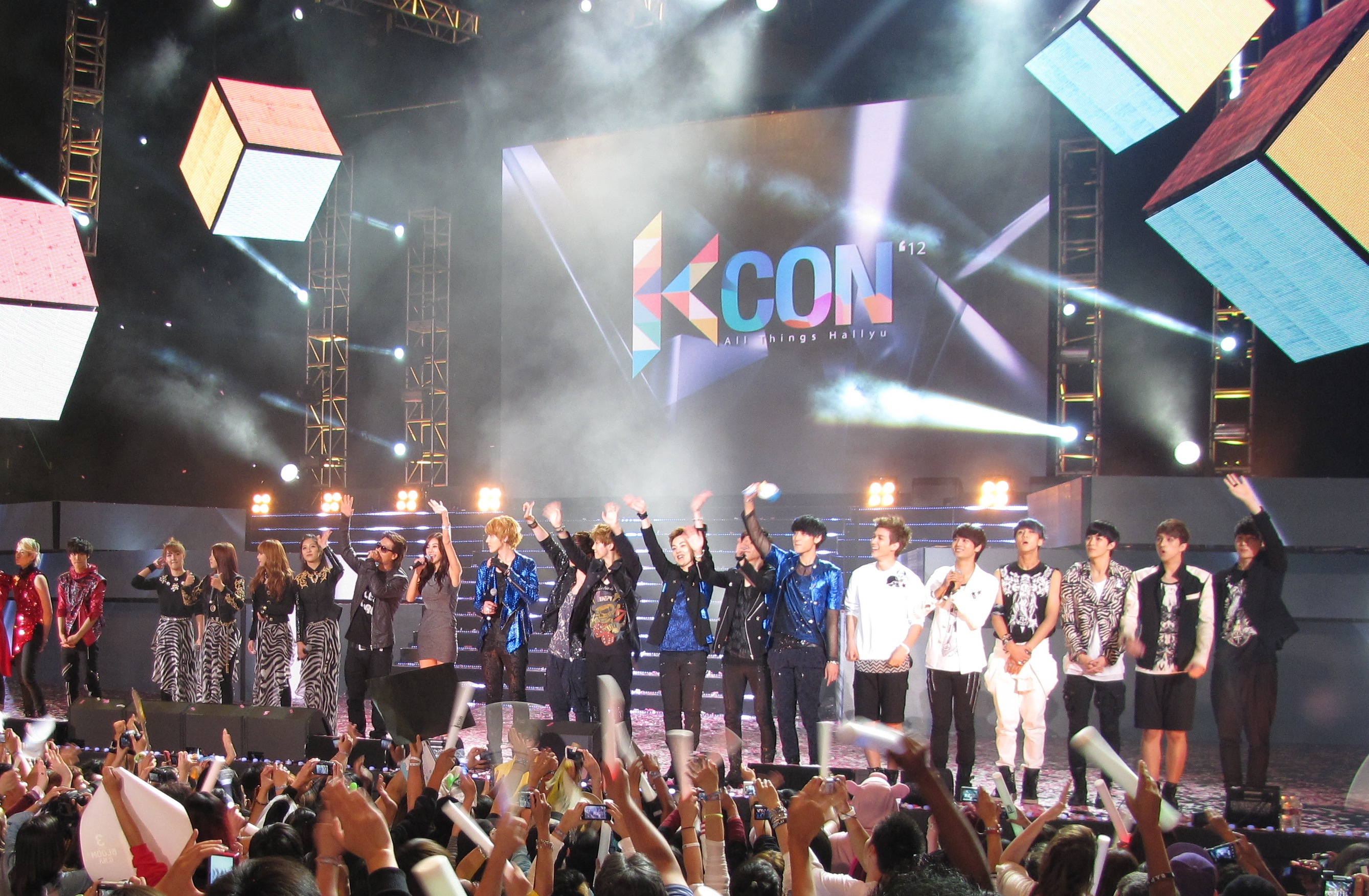
KCON 2012

CJ ENM이 선보이고 있는 ‘KCON’은 K팝을 중심으로 K푸드, K뷰티, K콘텐츠 등 전 세계인들이 다채로운 K라이프스타일을 경험하고 즐길 수 있는 세계적인 ‘K-POP Fan & Artist Festival’이다.
2012년 미국 어바인에서 첫 선을 보였으며 현재까지 한국을 비롯해 미국, 일본, 아랍에미리트, 프랑스, 멕시코, 호주, 태국, 사우디아라비아까지 총 13개 지역에서 개최되었다. 
2024년에는 홍콩 진출을 통해 랜드마크를 확장, 아시아, 중동, 유럽, 중남미 등 전 세계를 누비며 모은 오프라인 누적 관객수 만도 무려 183만여 명에 달한다. 
뿐만 아니라, 디지털 플랫폼 생중계 서비스를 함께 제공해 전 세계 어디에서나 동시에 즐길 수 있도록 하고 있다.
음악 콘텐츠를 기본으로 문화 전반을 아우르는 페스티벌 모델을 제시하며 K컬처 전파에 선구적인 역할을 해 온 ‘KCON’은 방탄소년단(BTS)을 비롯해 수많은 아티스트들이 신인 시절부터 글로벌 무대에 진출할 수 있는 발판이 되기도 했다. 
글로벌 K-POP 팬들과 아티스트가 밀착해 함께 소통하며 만들어나가는 유일무이한 K-POP 페스티벌 ‘KCON’은 멀티 스테이지를 통해 다채로운 콘텐츠와 프로그램을 제공하고 있으며, 
대표적으로 아티스트와 가까이서 만나 함께 소통하고 즐기는 '밋앤그릿(MEET & GREET)', 아티스트의 퍼포먼스를 만나볼 수 있는 ‘케이콘 스테이지(KCON STAGE)’, 아티스트와 K-POP 팬이 함께 특별한 무대를 완성하는 ‘드림스테이지(DREAM STAGE)’ 등이 있다.

## 개최지
| 연도 | 일자              | 도시                                                        | 국가           | 장소 | 출연진 | 관객수      | 출처 |
| ---- | ----------------- | ----------------------------------------------------------- | -------------- | --- | --- | ----------- | ---- |
| 2012 | 10월 13일         | 어바인                                                      | 미국           | 버라이존 앰피시어터 | 포미닛, B.A.P, EXO-M, G.NA, 뉴이스트, VIXX | 1만0000명   |      |
| 2013 | 8월 24일 8월 25일 | 로스앤젤레스                                                | 미국           | 로스앤젤레스 메모리얼 스포츠 아레나                                                                                             | 2AM, 다이나믹 듀오, EXO-K, EXO-M, F(x)(with DJ Koo), G-Dragon, 크레용 팝, 헨리, 미시 엘리엇, 틴탑, 유승우(with 한희준) | 2만0000명   |      |
| 2014 | 8월 9일           | 로스앤젤레스                                                | 미국           | 로스앤젤레스 메모리얼 스포츠 아레나                                                                                             | G-Dragon, B1A4, 아이유, 틴탑, VIXX | 4만2,000명  |      |
| 2014 | 8월 10일          | 로스앤젤레스                                                | 미국           | 로스앤젤레스 메모리얼 스포츠 아레나                                                                                             | 소녀시대, 방탄소년단, CNBLUE, 정준영, 스피카 | 4만2,000명  |      |
| 2015 | 4월 22일          | 사이타마현                                                  | 일본           | 사이타마 슈퍼 아레나 | 블락비, GOT7, 보이프렌드, 인피니트, Jun.K, 강남, 러블리즈, 마이네임, 니콜, 씨스타, 초신성(M COUNTDOWN 무대) 5tion, CODE-V, HIGH4, 슈아이, 타히티(야외무대) | 1만5,000명  |      |
| 2015 | 8월 1일           | 로스앤젤레스                                                | 미국           | 스테이플스 센터 (NBA 로스앤젤레스 레이커스, 로스앤젤레스 클리퍼스, WNBA 로스앤젤레스 스파크스, NHL 로스앤젤레스 킹스 홈 경기장) | GOT7, MONSTA X, 로이킴, 씨스타, 슈퍼주니어 | 5만8000명   |      |
| 2015 | 8월 2일           | 로스앤젤레스                                                | 미국           | 스테이플스 센터 (NBA 로스앤젤레스 레이커스, 로스앤젤레스 클리퍼스, WNBA 로스앤젤레스 스파크스, NHL 로스앤젤레스 킹스 홈 경기장) | AOA, Block B, 레드벨벳, 신화, Zion.T & 크러쉬 | 5만8000명   |      |
| 2015 | 8월 8일           | 뉴 저지                                                     | 미국           | 프루덴셜 센터 (NHL 뉴저지 데블스 홈 경기장)                                                                                     | 소녀시대, VIXX, AOA, 틴탑 | 1만7000명   |      |
| 2015 | 11월 6일          | 제주특별자치도                                              | 대한민국       | 제주종합경기장 | DAY6, 박보람, 팔로알토, 소나무, 마마무, 포텐, 로이킴, 오마이걸(야외 무대) | 1만7000명   |      |
| 2015 | 11월 7일          | 제주특별자치도                                              | 대한민국       | 제주종합경기장 | 신승훈, 신화, SG워너비, 로이킴, 블락비, 강남, 틴탑, 스피카, Chen Zi Tong(스타디움 무대) | 1만7000명   |      |
| 2016 | 3월 25일          | 아부다비                                                    | 아랍에미리트   | Yas Island - DU ARENA | 방탄소년단, 태연, 규현, SS301, 에일리, Monsta X, 스피카 | 8000명      |      |
| 2016 | 4월 9일           | 지바시                                                      | 일본           | 마쿠하리 멧세 | 지코, AOA, 김성규, 러블리즈, 몬스타엑스, 니콜, N.Flying, WINNER | 3만3000명   |      |
| 2016 | 4월 10일          | 지바시                                                      | 일본           | 마쿠하리 멧세 | 2PM, TWICE, 블락비, 보이프렌드, DAY6, 전진, 헤이즈 | 3만3000명   |      |
| 2016 | 6월 2일           | 파리                                                        | 프랑스         | 아코르호텔 아레나 | 샤이니, 방탄소년단, 아이오아이, 블락비, FT아일랜드, 에프엑스 | 1만8476명   |      |
| 2016 | 6월 24일          | 뉴저지                                                      | 미국           | 프루덴셜 센터 (NHL 뉴저지 데블스 홈 경기장)                                                                                     | 에일리, 비투비, 크러쉬, 다이나믹 듀오, 세븐틴 | 4만명       |      |
| 2016 | 6월 25일          | 뉴저지                                                      | 미국           | 프루덴셜 센터 (NHL 뉴저지 데블스 홈 경기장)                                                                                     | 방탄소년단, 에릭 남, 마마무, DAY6 | 4만명       |      |
| 2016 | 7월 30일          | 로스앤젤레스                                                | 미국           | 스테이플스 센터 (NBA 로스앤젤레스 레이커스, 로스앤젤레스 클리퍼스, WNBA 로스앤젤레스 스파크스, NHL 로스앤젤레스 킹스 홈 경기장) | 샤이니, 아이오아이, 블락비, 딘, 엠버, 여자친구, 터보 | 7만6000명   |      |
| 2016 | 7월 31일          | 로스앤젤레스                                                | 미국           | 스테이플스 센터 (NBA 로스앤젤레스 레이커스, 로스앤젤레스 클리퍼스, WNBA 로스앤젤레스 스파크스, NHL 로스앤젤레스 킹스 홈 경기장) | 방탄소년단, 다비치, TWICE, 에릭 남, 소녀시대-태티서, 몬스타엑스, ASTRO | 7만6000명   |      |
| 2017 | 3월 17일          | 멕시코 시티                                                 | 멕시코         | 아레나 시우다드 데 멕시코 | 방탄소년단, 에릭 남, EXID, NCT 127 | 3만3000만명 |      |
| 2017 | 3월 18일          | 멕시코 시티                                                 | 멕시코         | 아레나 시우다드 데 멕시코 | 인피니트H, 레드벨벳, 몬스타엑스, 아스트로 | 3만3000만명 |      |
| 2017 | 5월 19일          | 지바시                                                      | 일본           | 마쿠하리 멧세 | 비투비, DAY6, 준호, 에이피스, 아스트로, PRISTIN, SF9, 빅톤(M COUNTDOWN 무대), A-JAX, NAUGHTYBOYS, 노지훈, 스텔라, TopSecret, TRITOPS(야외 무대) | 4만8500명   |      |
| 2017 | 5월 20일          | 지바시                                                      | 일본           | 마쿠하리 멧세 | 에이핑크, Babylon, CLC, CNBLUE, GOT7, 헤이즈, 러블리즈, MONSTA X(M COUNTDOWN 무대), 에이젝스, 소년공화국, INX, NAUGHTYBOYS, 노지훈, 풍뎅이, 스텔라, TopSecret, TRITOPS, UNIONE(야외 무대)                                                                                    | 4만8500명   |      |
| 2017 | 5월 21일          | 지바시                                                      | 일본           | 마쿠하리 멧세 | Block B, CODE-V, 여자친구, 케이윌, 펜타곤, 세븐틴, 소년24, 우주소녀(M! Countdown 무대), 에이젝스, 소년공화국, INX, NAUGHTYBOYS, 노지훈, 풍뎅이, 스텔라, TopSecret, 트리탑스, UNIONE(야외 무대)                                                                               | 4만8500명   |      |
| 2017 | 6월 23일          | 뉴저지                                                      | 미국           | 프루덴셜 센터 (NHL 뉴저지 데블스 홈 경기장)                                                                                     | 여자친구, 하이라이트, 크나큰, SF9, Zion.T | 4만3000명   |      |
| 2017 | 6월 24일          | 뉴저지                                                      | 미국           | 프루덴셜 센터 (NHL 뉴저지 데블스 홈 경기장)                                                                                     | CNBLUE, NCT 127, TWICE, UP10TION | 4만3000명   |      |
| 2017 | 8월 19일          | 로스앤젤레스                                                | 미국           | 스테이플스 센터 (NBA 로스앤젤레스 레이커스, 로스앤젤레스 클리퍼스, WNBA 로스앤젤레스 스파크스, NHL 로스앤젤레스 킹스 홈 경기장) | 우주소녀, 걸스데이, 세븐틴, SF9, 슈퍼주니어-동해&은혁, VIXX | 8만5000명   |      |
| 2017 | 8월 20일          | 로스앤젤레스                                                | 미국           | 스테이플스 센터 (NBA 로스앤젤레스 레이커스, 로스앤젤레스 클리퍼스, WNBA 로스앤젤레스 스파크스, NHL 로스앤젤레스 킹스 홈 경기장) | ASTRO, GOT7, 헤이즈, KARD, NCT 127, WANNA ONE, 오마이걸, 김태우 | 8만5000명   |      |
| 2017 | 9월 22일          | 시드니                                                      | 오스트레일리아 | Sydney Super Dome | EXO, 걸스데이, 펜타곤, SF9, 빅톤 | 2만1000명   |      |
| 2017 | 9월 23일          | 시드니                                                      | 오스트레일리아 | Sydney Super Dome | Wanna One, 우주소녀, 몬스타엑스, SF9, 업텐션 | 2만1000명   |      |
| 2018 | 4월 13일          | 지바시                                                      | 일본           | 마쿠하리 멧세 | Wanna One, 청하, 구구단, 모모랜드, 펜타콘, 우주소녀, 사무엘, 레인즈, 빅톤(M! Countdown 무대) 코드브이, Ha Minwoo, 마스크, Million seller, Moon Shine, NEON(야외무대) | 6만 8000명  |      |
| 2018 | 4월 14일          | 지바시                                                      | 일본           | 마쿠하리 멧세 | 세븐틴, 프로미스나인, 여자친구, 우영, Stray Kids, BLK, 임팩트, 식 케이 TRCNG, 레디(M COUNTDOWN 무대) 코드브이, Ha Minwoo, 마스크, Million seller, Moon Shine, NEON(야외무대)                                                                                                 | 6만 8000명  |      |
| 2018 | 4월 15일          | 지바시                                                      | 일본           | 마쿠하리 멧세 | TWICE, 몬스타엑스, 선미, SF9, 헤이즈(with 다비치), 골든 차일드, 더보이즈, N.Flying, IN2IT(M COUNTDOWN 무대) ACE, 하민우, MASC, Million Seller, NEON(야외무대) | 6만 8000명  |      |
| 2018 | 6월 23일          | 뉴저지                                                      | 미국           | 프루덴셜 센터 (NHL 뉴저지 데블스 홈 경기장)                                                                                     | 슈퍼주니어, 레드벨벳, 펜타곤, Stray Kids, 헤이즈 | 5만 3000명  |      |
| 2018 | 6월 24일          | 뉴저지                                                      | 미국           | 프루덴셜 센터 (NHL 뉴저지 데블스 홈 경기장)                                                                                     | Wanna One, EXID, 프로미스나인, NCT 127, 골든 차일드 | 5만 3000명  |      |
| 2018 | 8월 11일          | 로스앤젤레스                                                | 미국           | 스테이플스 센터 (NBA 로스앤젤레스 레이커스, 로스앤젤레스 클리퍼스, WNBA 로스앤젤레스 스파크스, NHL 로스앤젤레스 킹스 홈 경기장) | Wanna One, TWICE, 에일리, 크러쉬, 다이나믹 듀오, 골든 차일드, IN2IT, 모모랜드, 다비치, Mia | 9만 4000명  |      |
| 2018 | 8월 12일          | 로스앤젤레스                                                | 미국           | 스테이플스 센터 (NBA 로스앤젤레스 레이커스, 로스앤젤레스 클리퍼스, WNBA 로스앤젤레스 스파크스, NHL 로스앤젤레스 킹스 홈 경기장) | 세븐틴, 뉴이스트 W, 펜타곤, 청하, 프로미스나인, 임팩트, 로이킴, 드림캐쳐 | 9만 4000명  |      |
| 2018 | 9월 29일          | 방콕                                                        | 태국           | IMPACT ARENA | Wanna One, 몬스타엑스, Stray Kids, 선미, 청하, 골든 차일드, 네이처, 로즈쿼츠 | 4만 2000명  |      |
| 2018 | 9월 30일          | 방콕                                                        | 태국           | IMPACT ARENA | GOT7, 펜타곤, 프로미스나인, (여자)아이들, 더보이즈, 더 이스트라이트, 바시티 | 4만 2000명  |      |
| 2019 | 5월 17일          | 지바시                                                      | 일본           | 마쿠하리 멧세 | 김재환, 더보이즈, 하성운, 모모랜드, 아이즈원, 에이티즈, AB6IX, 정세운, 체리블렛, 더 로즈(M COUNTDOWN 무대) 에이스, 에이피스, D-CRUNCH, G Most, In&Choo, M.A.P6, MY.st, NTB, Oneus, Onewe, Pinkfantasy, SIM YEJUN, Spectrum, 더 로즈, Trei, Two.Brothers, VOISPER(야외무대)   | 6만 8000명  |      |
| 2019 | 5월 18일          | 지바시                                                      | 일본           | 마쿠하리 멧세 | ITZY, 우주소녀, 베리베리, 몬스타엑스, 온앤오프, 청하, 뉴이스트, 에이스, 더 로즈, 박지훈, TARGET(M COUNTDOWN 무대) 에이스, D-CRUNCH, G Most, In&Choo, M.A.P6, MY.st, NTB, Oneus, Onewe, Pinkfantasy, SIM YEJUN, Spectrum, 더 로즈, Trei, Two.Brothers, VOISPER(야외무대)      | 6만 8000명  |      |
| 2019 | 5월 19일          | 지바시                                                      | 일본           | 마쿠하리 멧세 | 아이즈원, TWICE, 펜타곤, 공원소녀, SF9, 원어스, 네이저, VAV, fromis 9, 더 로즈, D-CRUNCH(M COUNTDOWN 무대) 에이스, 에이피스, G Most, In&Choo, M.A.P6, MY.st, NTB, Oneus, Onewe, Pinkfantasy, SIM YEJUN, Spectrum, 더 로즈, Trei, Two.Brothers, VOISPER(야외무대)             | 6만 8000명  |      |
| 2019 | 6월 6일           | 뉴욕                                                        | 미국           | 매디슨 스퀘어 가든 | 뉴이스트, 투모로우바이투게더, 에이티즈, 에버글로우, 아이즈원, 더보이즈 |             |      |
| 2019 | 6월 7일           | 뉴욕                                                        | 미국           | 제이컵 K. 재비츠 컨벤션 센터 | SF9, (여자)아이들, AB6IX, 베리베리, 세븐틴, fromis 9 |             |      |
| 2019 | 8월 17일          | 로스앤젤레스                                                | 미국           | 로스앤젤레스 컨벤션 센터 | AB6IX, 에이티즈, 아이즈원, 이달의 소녀, 모모랜드, 뉴이스트, 원어스, SF9 |             |      |
| 2019 | 8월 18일          | 로스앤젤레스                                                | 미국           | 스테이플스 센터 | 청하, fromis 9, ITZY, 엔플라잉, 세븐틴, 마마무, Stray Kids, 베리베리 |             |      |
| 2019 | 9월 28일          | 방콕                                                        | 태국           | IMPACT ARENA | Boy Story, 에버글로우, 골든 차일드, GOT7, 김재환, 원어스, 더보이즈, ITZY, 네이처, 엑스원 | 4만 5000명  |      |
| 2019 | 9월 29일          | 방콕                                                        | 태국           | IMPACT ARENA | 아이즈원, Stray Kids, AB6IX, 에이티즈, (여자)아이들, 베리베리, 밴디트, 청하, 엑스원 | 4만 5000명  |      |
| 2022 | 8월 20일          | 로스앤젤레스                                                | 미국           | 크립토닷컴 아레나 | 에이티즈, CRAVITY, ENHYPEN, INI, ITZY, Kep1er, 라잇썸, Stray Kids | 9만명       |      |
| 2022 | 8월 21일          | 로스앤젤레스                                                | 미국           | 로스앤젤레스 컨벤션 센터 | 이달의 소녀, NCT DREAM, NMIXX, P1Harmony, STAYC, 더보이즈, TO1, 우주소녀 | 9만명       |      |
| 2022 | 9월 30일          | 리야드                                                      | 사우디아라비아 | 불러바드 리야드 시티 | P1Harmony, 펜타곤, 시크릿넘버, 비, 선미, 더보이즈 |             |      |
| 2022 | 10월 1일          | 리야드                                                      | 사우디아라비아 | 불러바드 리야드 시티 | 에이티즈, 효린, NewJeans, 원어스, STAYC, TO1 |             |      |
| 2022 | 10월 14일         | 도쿄도                                                      | 일본           | 아리아케 아레나 | 기현(몬스타엑스), LE SSERAFIM, NMIXX, TNX, INI, OCTPATH, TO1, VIVIZ |             |      |
| 2022 | 10월 15일         | 도쿄도                                                      | 일본           | 아리아케 아레나 | IVE, JO1, NewJeans, ATBO, DKZ, fromis 9, 투모로우바이투게더 |             |      |
| 2022 | 10월 16일         | 도쿄도                                                      | 일본           | 아리아케 아레나 | 조유리, Kep1er, NiziU, 템페스트, 에이티즈, 브레이브걸스, 다크비 |             |      |
| 2023 | 3월 18일          | 방콕                                                        | 태국           | IMPACT ARENA | 뱀뱀, (여자)아이들, iKON, JO1, xikers, 엠비셔스, P1Harmony, 8TURN |             |      |
| 2023 | 3월 19일          | 방콕                                                        | 태국           | IMPACT Exhibition Center | 에이티즈, INI, ITZY, Kep1er, TNX, TO1,영재 |             |      |
| 2023 | 5월 12일          | 지바시                                                      | 일본           | 마쿠하리 멧세 | INI, JUST B, NiziU, STAYC, 더보이즈, 최예나, 8TURN |             |      |
| 2023 | 5월 13일          | 지바시                                                      | 일본           | 마쿠하리 멧세 | AB6IX, ATBO, 에이티즈, DXTEEN, JO1, LE SSERAFIM, VIVIZ, XG |             |      |
| 2023 | 5월 14일          | 지바시                                                      | 일본           | 마쿠하리 멧세 | ENHYPEN, iKON, ITZY, Kep1er, 템페스트, xikers, &TEAM, ZEROBASEONE |             |      |
| 2023 | 8월 18일          | 로스앤젤레스                                                | 미국           | 크립토닷컴 아레나 로스앤젤레스 컨벤션 센터                                                                                      | CRAVITY, IVE, NMIXX, 셔누 X 형원(몬스타엑스), 태민, 태용, WayV |             |      |
| 2023 | 8월 19일          | 로스앤젤레스                                                | 미국           | 크립토닷컴 아레나 로스앤젤레스 컨벤션 센터                                                                                      | 에이티즈, INI, Kep1er, 비, XG, xikers, ZEROBASEONE |             |      |
| 2023 | 8월 20일          | 로스앤젤레스                                                | 미국           | 크립토닷컴 아레나 로스앤젤레스 컨벤션 센터                                                                                      | 에버글로우, (여자)아이들, ITZY, JO1, 라필루스, Stray Kids, 더보이즈, RIIZE |             |      |
| 2023 | 10월 6일          | 리야드                                                      | 사우디아라비아 | 블러바드 리야드 시티 | 에버글로우, 하이라이트, 효린, 카드, RIIZE, 슈퍼주니어-D&E, 8TURN |             |      |
| 2023 | 10월 7일          | 리야드                                                      | 사우디아라비아 | 블러바드 리야드 시티 | 드림캐처, EL7Z UP, EVNNE, 오마이걸, 슈퍼주니어, 템페스트, TNX |             |      |
| 2024 | 3월 30일          | 홍콩                                                        | 홍콩           | 아시아월드 엑스포 아레나 | aespa, 보이넥스트도어, 하이라이트, TWS, WayV, xikers, 최예나, VIVIZ |             |      |
| 2024 | 3월 31일          | 에이티즈, DAY6, JO1, 씨스타19, 템페스트, VIVIZ, ZEROBASEONE |                | 아시아월드 엑스포 아레나 | |             |      |
| 2024 | 5월 10일          | 지바시                                                      | 일본           | 마쿠하리 멧세 지바 마린 스타디움                                                                                                | 보이넥스트도어, EPEX, INI, Kep1er, Key, NiziU, 피원하모니, 레드벨벳, TNX, 더윈드, ZEROBASEONE, 8TURN, EL7Z UP, 하이파이유니콘, 아일릿, JO1, 정용화, ME:I, NCT WISH, 태연, 템페스트, xikers, 최예나, &TEAM, DXTEEN, 홍이삭, TWS, 엔싸인, TIOT, woo!ah!, IS:SUE, B.D.U, 차은우 |             |      |
| 2024 | 5월 11일          | 지바시                                                      | 일본           | 마쿠하리 멧세 지바 마린 스타디움                                                                                                | 보이넥스트도어, EPEX, INI, Kep1er, Key, NiziU, 피원하모니, 레드벨벳, TNX, 더윈드, ZEROBASEONE, 8TURN, EL7Z UP, 하이파이유니콘, 아일릿, JO1, 정용화, ME:I, NCT WISH, 태연, 템페스트, xikers, 최예나, &TEAM, DXTEEN, 홍이삭, TWS, 엔싸인, TIOT, woo!ah!, IS:SUE, B.D.U, 차은우 |             |      |
| 2024 | 5월 12일          | 지바시                                                      | 일본           | 마쿠하리 멧세 지바 마린 스타디움                                                                                                | 보이넥스트도어, EPEX, INI, Kep1er, Key, NiziU, 피원하모니, 레드벨벳, TNX, 더윈드, ZEROBASEONE, 8TURN, EL7Z UP, 하이파이유니콘, 아일릿, JO1, 정용화, ME:I, NCT WISH, 태연, 템페스트, xikers, 최예나, &TEAM, DXTEEN, 홍이삭, TWS, 엔싸인, TIOT, woo!ah!, IS:SUE, B.D.U, 차은우 |             |      |
| 2024 | 7월 26일          | 로스앤젤레스                                                | 미국           | 크립토닷컴 아레나 로스앤젤레스 컨벤션 센터 길버트 린지 플라자                                                                   | I-LAND2 N/a, ENHYPEN, 드리핀, 보이넥스트도어, APOKI, TWS, 파우, 홍이삭, 효린, 크랙시, 비비, 지코, 태민, 피원하모니, 엔믹스, 전소미, god, DXMON, 에이스, ZEROBASEONE, STAYC, NCT 127, ME:I, INI, Kep1er, 조유리, 로운, 김수현                                                 |             |      |
| 2024 | 7월 27일          | 로스앤젤레스                                                | 미국           | 크립토닷컴 아레나 로스앤젤레스 컨벤션 센터 길버트 린지 플라자                                                                   | I-LAND2 N/a, ENHYPEN, 드리핀, 보이넥스트도어, APOKI, TWS, 파우, 홍이삭, 효린, 크랙시, 비비, 지코, 태민, 피원하모니, 엔믹스, 전소미, god, DXMON, 에이스, ZEROBASEONE, STAYC, NCT 127, ME:I, INI, Kep1er, 조유리, 로운, 김수현                                                 |             |      |
| 2024 | 7월 28일          | 로스앤젤레스                                                | 미국           | 크립토닷컴 아레나 로스앤젤레스 컨벤션 센터 길버트 린지 플라자                                                                   | I-LAND2 N/a, ENHYPEN, 드리핀, 보이넥스트도어, APOKI, TWS, 파우, 홍이삭, 효린, 크랙시, 비비, 지코, 태민, 피원하모니, 엔믹스, 전소미, god, DXMON, 에이스, ZEROBASEONE, STAYC, NCT 127, ME:I, INI, Kep1er, 조유리, 로운, 김수현                                                 |             |      |
| 2024 | 9월 28일          | 프랑크푸르트                                                | 독일           | 메세 프랑크푸르트 | 이븐, 아일릿, JO1, KISS OF LIFE, 미연, NOWADAYS, 더보이즈, 유겸, 드림캐쳐, izna, Kep1er, Key, 이영지, LUN8, 온앤오프, 라이즈 |             |      |
| 2024 | 9월 29일          | 프랑크푸르트                                                | 독일           | 메세 프랑크푸르트 | 이븐, 아일릿, JO1, KISS OF LIFE, 미연, NOWADAYS, 더보이즈, 유겸, 드림캐쳐, izna, Kep1er, Key, 이영지, LUN8, 온앤오프, 라이즈 |             |      |
| 2025 | 5월 9일           | 지바시                                                      | 일본           | 마쿠하리 멧세 | 대성, 이븐, INI, 조유리, KickFlip, tripleS |             |      |
| 2025 | 5월 10일          | 지바시                                                      | 일본           | 마쿠하리 멧세 | 보이넥스트도어, DXTEEN, izna, JO1, Kep1er, 피원하모니, 태민, 최예나 |             |      |
| 2025 | 5월 11일          | 지바시                                                      | 일본           | 마쿠하리 멧세 | CRAVITY, 하이라이트, KiiiKiii, ME:I, QWER, TWS, ZEROBASEONE |             |      |
| 2025 | 8월 1일           | 로스앤젤레스                                                | 미국           | 크립토닷컴 아레나 로스앤젤레스 컨벤션 센터 길버트 린지 플라자                                                                   | CRAVITY, HxW, IVE, izna, JO1, 이영지, NMIXX, 피원하모니, 로이킴, ZEROBASEONE, aespa, 최호종, 화사, Key, MEOVV, 몬스타엑스, NCT 127, NOWADAYS, 라이즈, 우기, 케플러, HITGS, ALLDAY PROJECT                                                                                    |             |      |
| 2025 | 8월 2일           | 로스앤젤레스                                                | 미국           | 크립토닷컴 아레나 로스앤젤레스 컨벤션 센터 길버트 린지 플라자                                                                   | CRAVITY, HxW, IVE, izna, JO1, 이영지, NMIXX, 피원하모니, 로이킴, ZEROBASEONE, aespa, 최호종, 화사, Key, MEOVV, 몬스타엑스, NCT 127, NOWADAYS, 라이즈, 우기, 케플러, HITGS, ALLDAY PROJECT                                                                                    |             |      |
| 2025 | 8월 3일           | 로스앤젤레스                                                | 미국           | 크립토닷컴 아레나 로스앤젤레스 컨벤션 센터 길버트 린지 플라자                                                                   | CRAVITY, HxW, IVE, izna, JO1, 이영지, NMIXX, 피원하모니, 로이킴, ZEROBASEONE, aespa, 최호종, 화사, Key, MEOVV, 몬스타엑스, NCT 127, NOWADAYS, 라이즈, 우기, 케플러, HITGS, ALLDAY PROJECT                                                                                    |             |      |

## 같이 보기
- 동인 행사(팬 컨벤션)
- 재팬 엑스포